# La fille aux yeux d'or (filme)
La fille aux yeux d'or (br: A garota dos olhos de ouro) é um filme francês de 1961, do gênero drama, dirigido por Jean-Gabriel Albicocco.
O roteiro é inspirado livremente no romance La fille aux yeux d'or, de uma história de Honoré de Balzac, adaptada e inseridos diálogos por Pierre Pelegri e Philippe Dumarçay. A trilha sonora apresenta músicas do violinista Narciso Yepes e Salvador Bacarisse.

## Sinopse
Henri e sua meia-irmã Eléonore trabalham para uma agência de fotografias para alta costura, na qual circulam inúmeras modelos. Henri se diverte com as garotas e com apostas com seus amigos "devoradores", um grupo secreto de rapazes que se ajudam mutuamente. Quando Eléonore viaja para a Áustria, ele começa a se encontrar com uma garota muito bonita e misteriosa, que nunca lhe diz o nome. Henri consegue atrai-la e ambos se apaixonam. Mas a moça parece que têm um "amante" que a sustenta e Henry se desilude quando descobre que esse amante é uma mulher.

## Elenco
- Marie Laforêt .... a garota
- Paul Guers .... Henri de Marsay
- Françoise Prévost .... Eléonore San Real
- Françoise Dorléac .... Katia
- Jacques Verlier .... Paul de Manerville
- Alice Sapritch .... Madame Alberte
- Carla Marlier .... Sonia
- Frédéric de Pasquale .... Willy
- Guy Martin .... Chabert
- Jacques Herlin .... motorista de táxi
- Jean Vigne .... motorista de táxi
- Andrés Soler .... garçon
- Os "devoradores":

Roland Fleuri
Igor Galan
Jean Juillard
Gaston Meunier
Philippe Moreau
Jacques Porteret
Michel Puterflam
Sady Rebbot
J. Espijo
Thieblemont

## Premiação
Leão de Prata no Festival de Veneza de 1961.